# عريف (رتبة عسكرية)

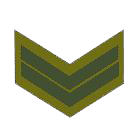

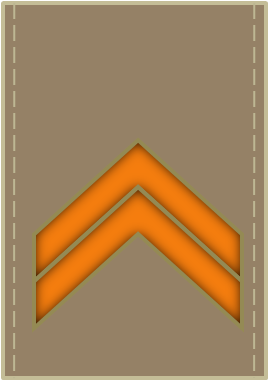
رتبة عريف

عريف هي رتبة عسكرية أعلى من رتبة جندي أول وأقل من رتبة عريف أول في المغرب ولبنان اما في السعودية رتبة ( عريف ) أعلى من رتبة (جندي أول) وأقل من رتبة
( وكيل رقيب ). ويقود العرفاء عادة حظائر. وفي النظام العسكري العراقي والليبي المعتمد على النظام العسكري البريطاني ، يحمل العريف شارة من ثلاثة خيوط سوداء على الذراع الأيمن، ويقود العريف بموجب النظام العراقي الفصيل (30 إلى 40) جندي ويكون صلة الوصل بين آمر الفصيل وآمري الحظائر (نواب العرفاء) ومنتسبي الفصيل.

## أصل الكلمة
جاء في لسان العرب أن العريف هو دون الرئيس، والجمع عرفاء، ويقال عَرُف فلان عَرافةً أي صار عريفًا، وقال ابن الأثير: العرفاء، جمع عريف، وهو القيّم بأمر القبيلة أو الجماعة من الناس يلي أمورهم، ويتعرف الأمير منه أحوالهم.
كتب المسعودي في مروج الذهب في معرض حديثه عن إقامة أهل بغداد جندًا من أنفسهم للدفاع عن الخليفة الأمين:
وفي الكامل لابن الأثير أنه لمَّا أظهر الجند الموالي الطاعة للمهتدي العباسي، سألوا أن يرد رسومهم إلى ما كانت عليه أيام المستعين، وهو أن يكون على كل تسعةٍ عريف وعلى كل خمسين خليفة، وعلى كل مائةٍ قائد.

## معرض صور

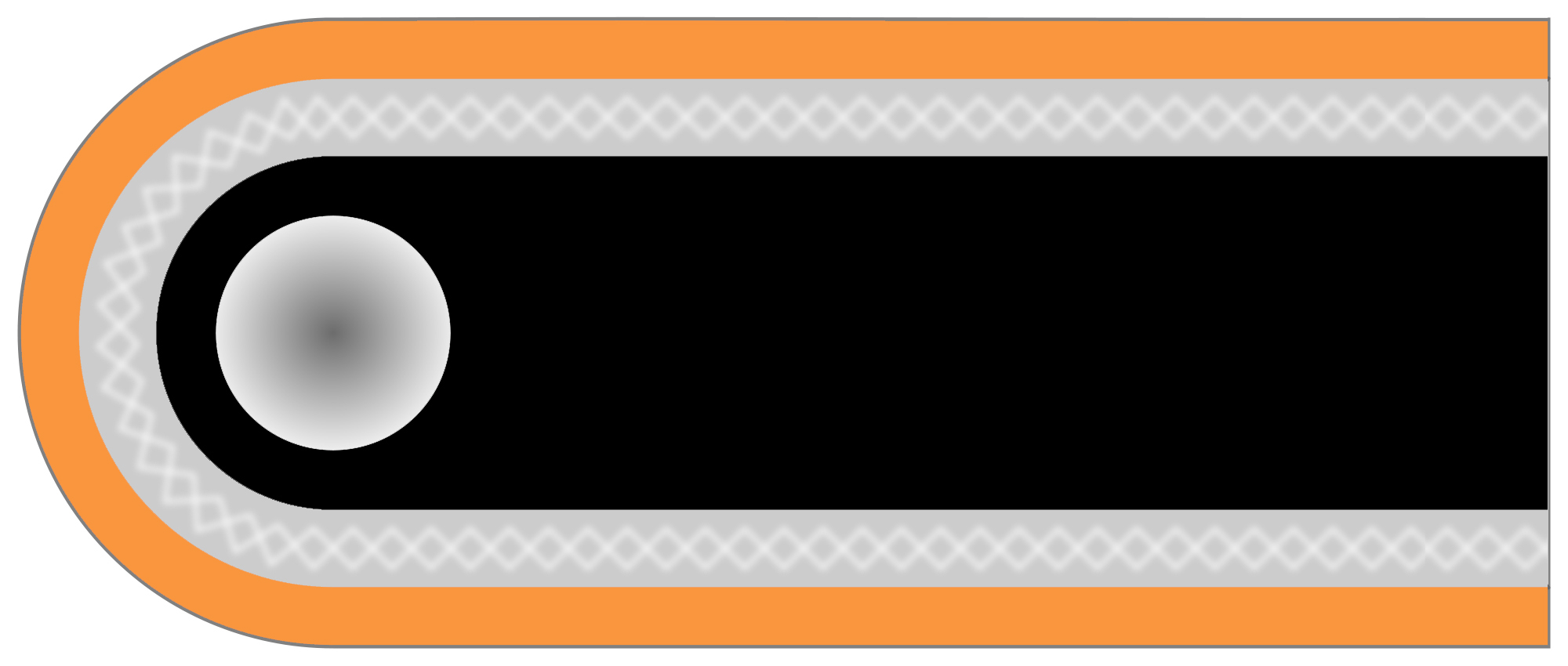
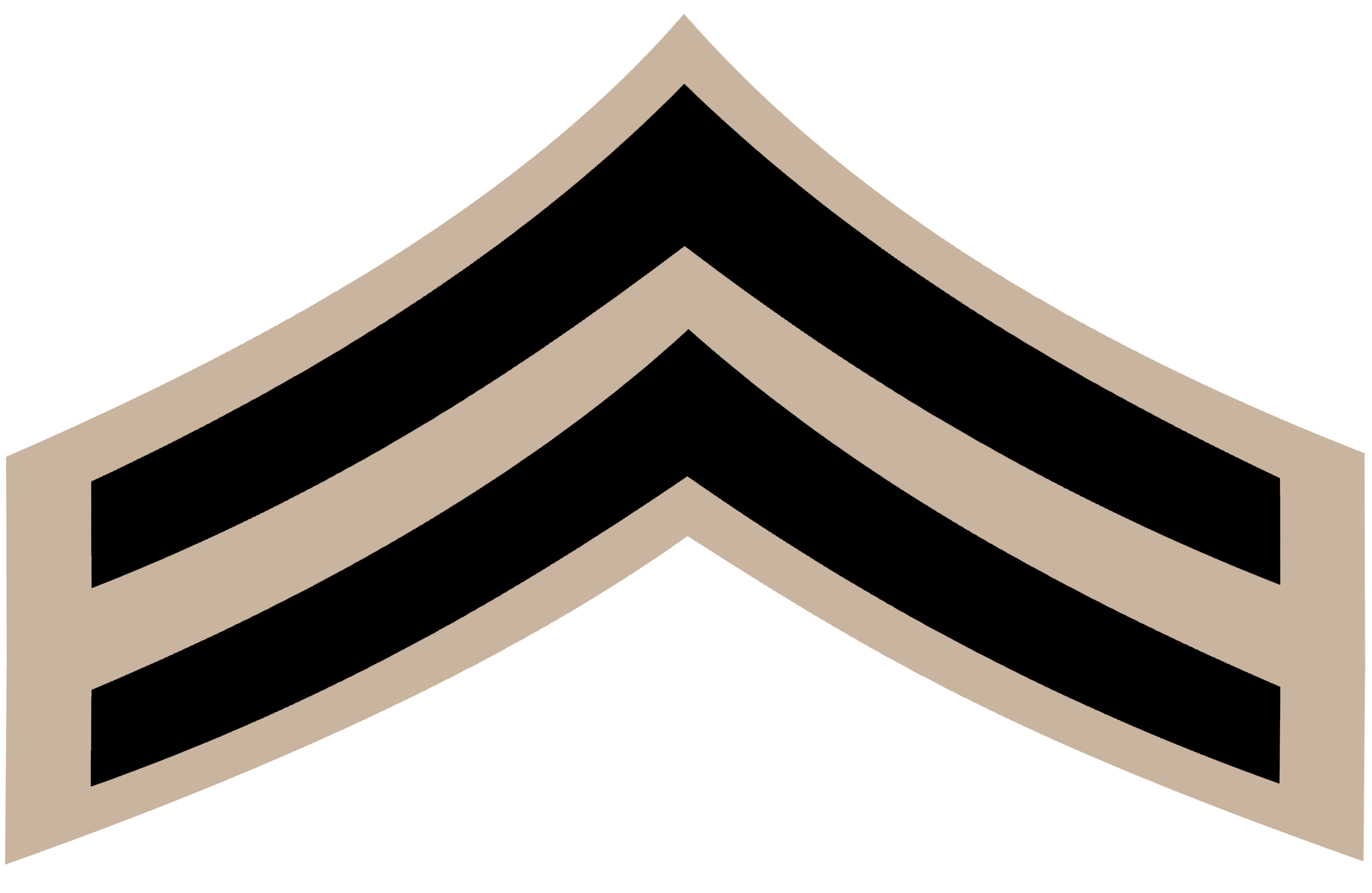